# ウィリアム・ローズ

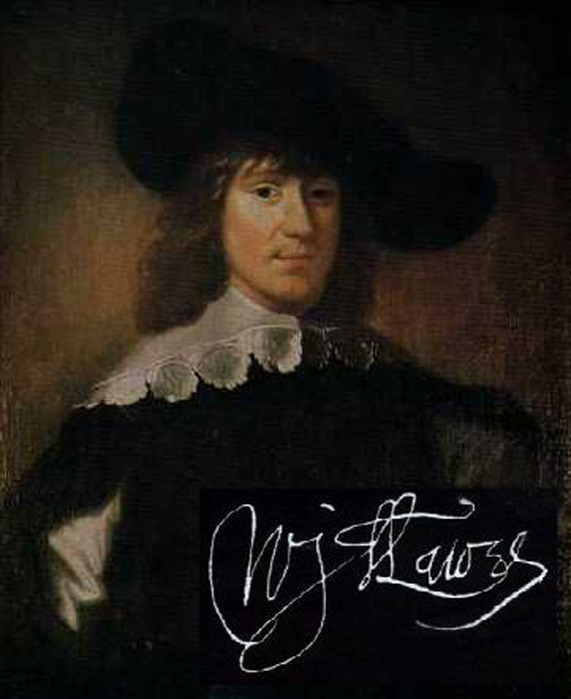
ウィリアム・ローズ

ウィリアム・ローズ（William Lawes, 1602年5月1日受洗 - 1645年9月24日 チェスター近郊ロウトン・ヒース）は、兄ヘンリーと同じく、イングランドの作曲家・宮廷楽師。ソールズベリー出身。王党派として清教徒軍と戦い、戦死した。
ソールズベリー大聖堂の聖歌助手トマス・ローズの次男。ハートフォード伯エドワード・セイマーの庇護を得て、作曲家ジョン・コプラリオに師事。おそらくこの伝から、早くから皇太子チャールズと接触する機会を持つ。皇太子がチャールズ1世として即位すると、兄ヘンリーとともに宮廷楽団に採用される。1635年には、リュート奏者および声楽家の一人として常勤音楽家に任命されるが、それ以前から宮廷音楽の作曲を手懸けていた。
成人してから全ての日々を、宮廷における任務に捧げ、世俗音楽やマスクのための歌曲を作曲し（間違いなくその上演に加わり）、またチャールズ1世の礼拝堂のためにアンセムやモテットを作曲した。
ローズはこんにち、3人から6人までの奏者によって演奏される、ガンバ・コンソートのための精巧なセット（組曲）によって名を残している。没後にこれらの人気が低落したのは、対位法やフーガの利用に加えて、牧歌的な主題に風変わりで辛辣な主題をつぎはぎする傾向のためである。ローズのコンソート組曲は、イギリスの古楽器アンサンブルを中心に再評価され、ようやく近年になって演奏・録音されるようになった。
チャールズ1世と議会との不和からイングランド内戦が勃発すると、ローズは王党派の軍勢に加わり、近衛兵に任命された。これは、ローズが危険に身を晒さぬことを望まれているということであった。にもかかわらず、議会派による王党派の大虐殺の際にローズは「ふと撃ち殺された」。ローズの墓碑銘の最後のくだりは、彼が王権神授説の否定派の手にかかって死んだという事実をほのめかして、つぎのようなお涙ちょうだいの地口で締めくくられている。
Will. Lawes was slain by such whose wills were laws.
ウィル・ローズは倒される、意志（ウィル）こそが法（ロー）だとする者たちによって。